# アル＝マディーナ・スーク
アル＝マディーナ・スーク(アラビア語: سوق المدينة)は、ユネスコの世界遺産（文化遺産）である古代都市アレッポの中にあるスーク。世界最古の市場ともいわれ、屋根のあるスークとしては世界最大ともいわれる。アレッポがある土地では紀元前から商業が行われており、年月とともに都市が拡張された。スークはアレッポ城の西に位置し、人口の増加とともに四方に拡がった。16世紀から18世紀にかけてはアジア、アフリカ、ヨーロッパを交易で結び、オスマン帝国の最大の貿易センターだった。
かつては4000軒以上の店舗があったとされている。2012年の内戦ではアレッポの戦いによってスークが破壊され、再建が進んでいる。

## 歴史

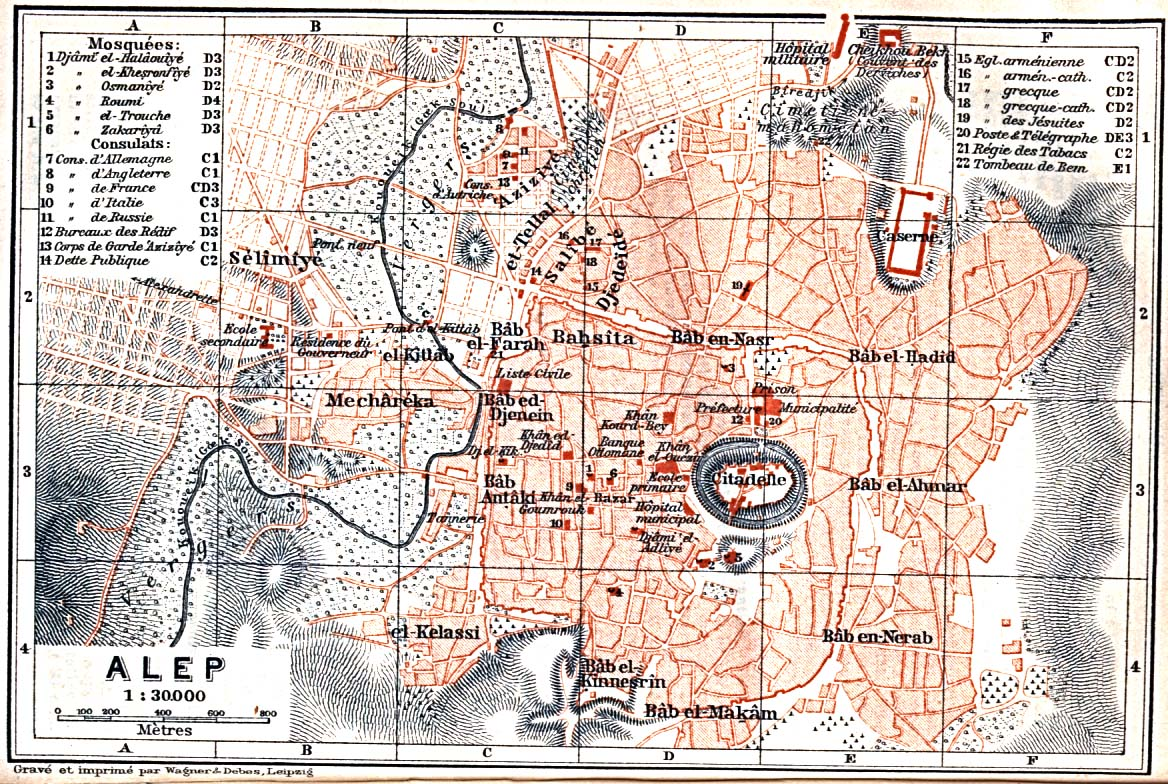
1912年のアレッポの地図。楕円形がアレッポ城で、その西にスークがある。

紀元前2000年頃にはこの地に町が存在しており、ユーフラテス川と地中海方面を繋ぐ交通の要衝だった。ヤムハド王国の首都として栄えたが、紀元前800年頃までヒッタイトの支配下におかれた時期に衰えた。現在のスークの原型となる市場の建設は、共和政ローマの将軍グナエウス・ポンペイウスに征服された紀元前64年以降に始まった。ヤルムークの戦いでビザンツ帝国に勝った正統カリフの軍が637年にアレッポを占領したのちはイスラーム王朝のもとで拡大した。
15世紀にはヴェネツィア共和国をはじめとするイタリア諸都市との取引が増え、絹布、絨毯、ガラス、鋼鉄、東方から運ばれるスパイスが商品となった。ヨーロッパでは手工業の増加で原料を求めており、アレッポは織物の原料となる綿糸や絹糸を輸出するようになった。アレッポはシリア北部の綿糸や絹糸の産地に近かったため、ダマスカスよりも繁栄した。16世紀にオスマン帝国がシリアを支配下に置いたのちもアレッポの繁栄は続いた。オスマン帝国のバグダード占領（1534年）によるバグダード・エヤレトやバスラ併合（1549年）によるバスラ・エヤレトの成立で治安が安定すると、交易はさらに活発になり、バグダードやバスラ経由で東方のスパイス、藍、綿布が運ばれた。オスマン帝国は16世紀に地中海東部からペルシャ湾にかけての地域を支配してインド洋ともつながり、アレッポの経済圏もそれにあわせて拡大した。この時期にヴェネツィアに加えてフランス、イギリスとの貿易も増え、各国の領事館が設置された。1580年代にはスペインによるアメリカ大陸の植民地化によって中南米で採掘された銀がアレッポにも流入し、インドや東南アジアの商品の購入に使われた。レヴァントの貿易でヨーロッパが求めた商品は、16世紀に胡椒が中心で、1600年から1620年代に生糸へ変わってゆき、1720年代から1750年代には綿花になった。
17世紀初頭のスークでは羊、アルカリ、塩、穀物、イチジクやオリーブなどの果実、ピスタチオ、綿、カイコの繭、乳製品、薬草、皮革、スパイス、ジャコウ、宝石や真珠、陶磁器などが売られていた。18世紀にはスークはアレッポの中心となり、中央スークは37のスークを包含し、アレッポ城の南東では5つのスークが革製品などを扱った。食料品を扱う卸売市場のスークは、キャラバンの出発地点であるアレッポ城北東のバーンクーサーにあった。アレッポは18世紀までイスタンブールやエジプトに次ぐ都市に成長し、商品数も増加した。18世紀末の商品は前述に加えて紅海産のコーヒー豆、イラン産のタバコ、桜のパイプ、絹、インドのモスリン、ショール、バスラの薔薇水も加わった。シリアからの輸出はダマスク織、綿布、絹布、石鹸などが増えた。
19世紀には、産業革命をへたヨーロッパの工業製品である綿織物が輸入され、バリタ・リマヌ条約（1838年）などによる門戸開放政策で貿易が変質した。交通面では蒸気船の普及によって内陸よりも海岸沿いの都市の商業が活発になり、中継貿易センターとしてのアレッポの役割は縮小した。2011年にシリアで発生した内戦はアレッポにも及んだ。アレッポの戦いでは2012年9月28日に政府軍と反体制派の戦闘によりスークで火災が起き、700-1,000軒が被害を受けた。

## 構造

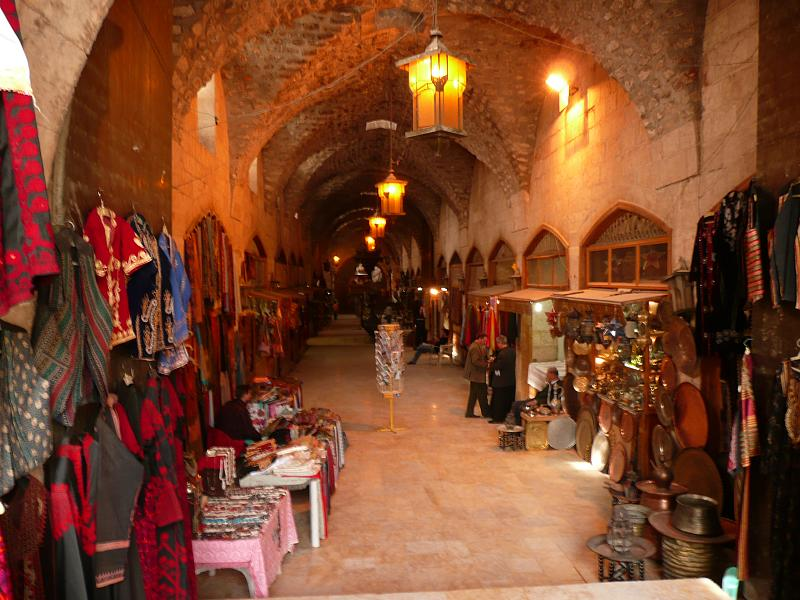
スークの内部

アレッポの旧市街は周囲に市壁があり、スークはその中にある。スークの通路は強い日差しを避けるために天蓋でおおわれており、光の取り入れと空気を通すための天窓がある。アレッポ城の真西に位置するアンターキーヤ門から市壁の中に入ってアレッポ城へと続く中央道が最も重要だった。アンターキーヤ門から入ると、中央道の両側にはスーク・ル＝アッターリーン（香料スーク）とスークッ＝ザルブ（頭被い布スーク）が並んでいる。右手には、1168年に建築されたアレッポ最古のマドラサであるマドラサ・ムカッダミーヤがある。中央道の両側には迷路のような小路が張り巡らされている。路地にはバイク、小型トラック、ロバなども出入りする。

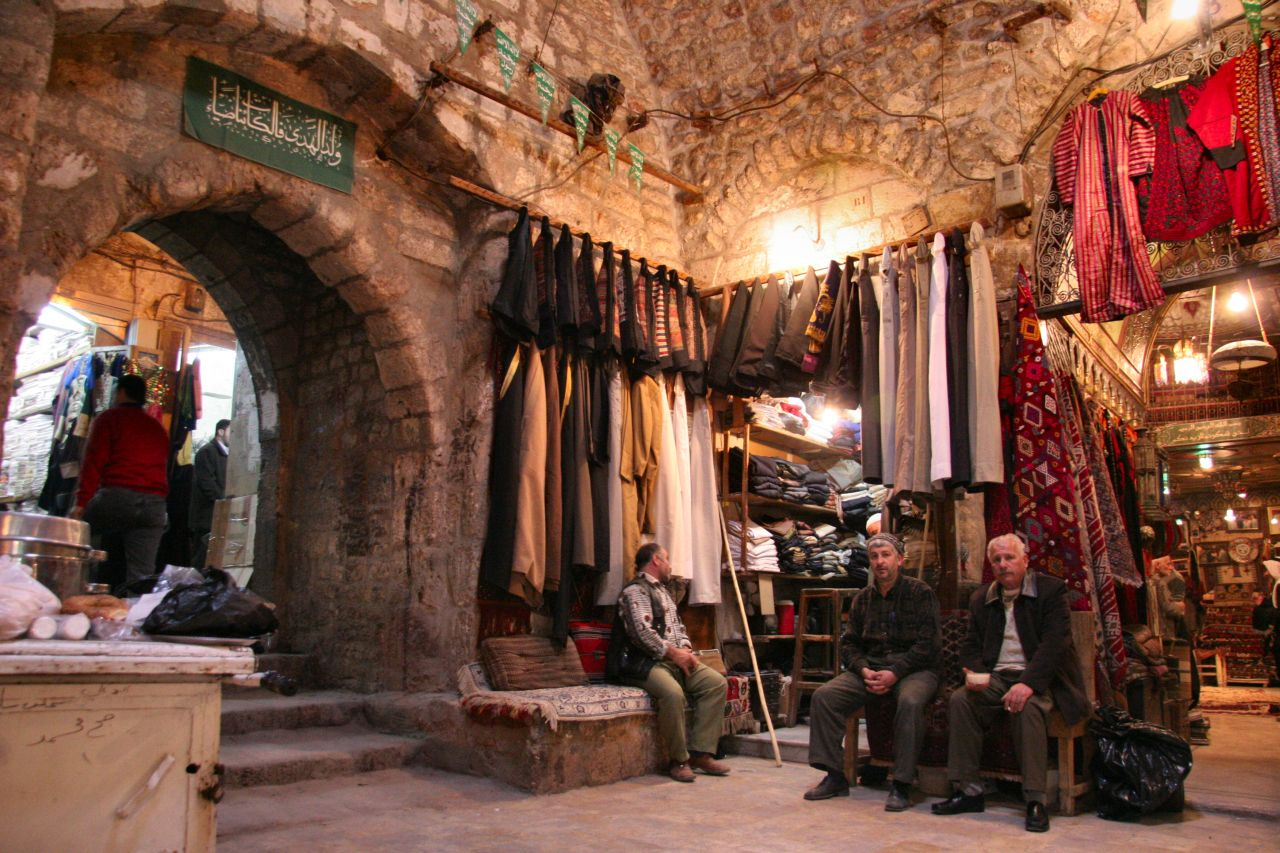
衣料品のスーク

スークの中心はスーク・スルターニーとも呼ばれ、商人の宿にあたるハーンや店舗が集中していた。ハーンやカイサリーヤと呼ばれる建物は中庭式の2階建てで、キャラバンの商品の荷下ろしや取引が行われた。フンドゥクと呼ばれる倉庫やコーヒーハウス、床屋なども併設されていた。カイサリーヤという言葉はアレッポにおいては複合建築も指し、中世においては、高価な商品の製造・販売をするスークをカイサリーヤとも呼んだ。そうした商品を扱うところは通常のスークとは異なって門が造られていたのが命名の理由だった。
ハーンは政府による商業の監督にも使われた。1736年の記録によれば、キャラバンが運んできた商品はワズィール・ハーンで荷下ろしをして計算され、関税の金額を決めていた。ヨーロッパの商人もハーンを使い、各国の領事館や商館がハーンに置かれた。ヴェネツィア共和国はバナーディカ、イギリスはギュムリック、フランスはヒバールのハーンに領事館があった

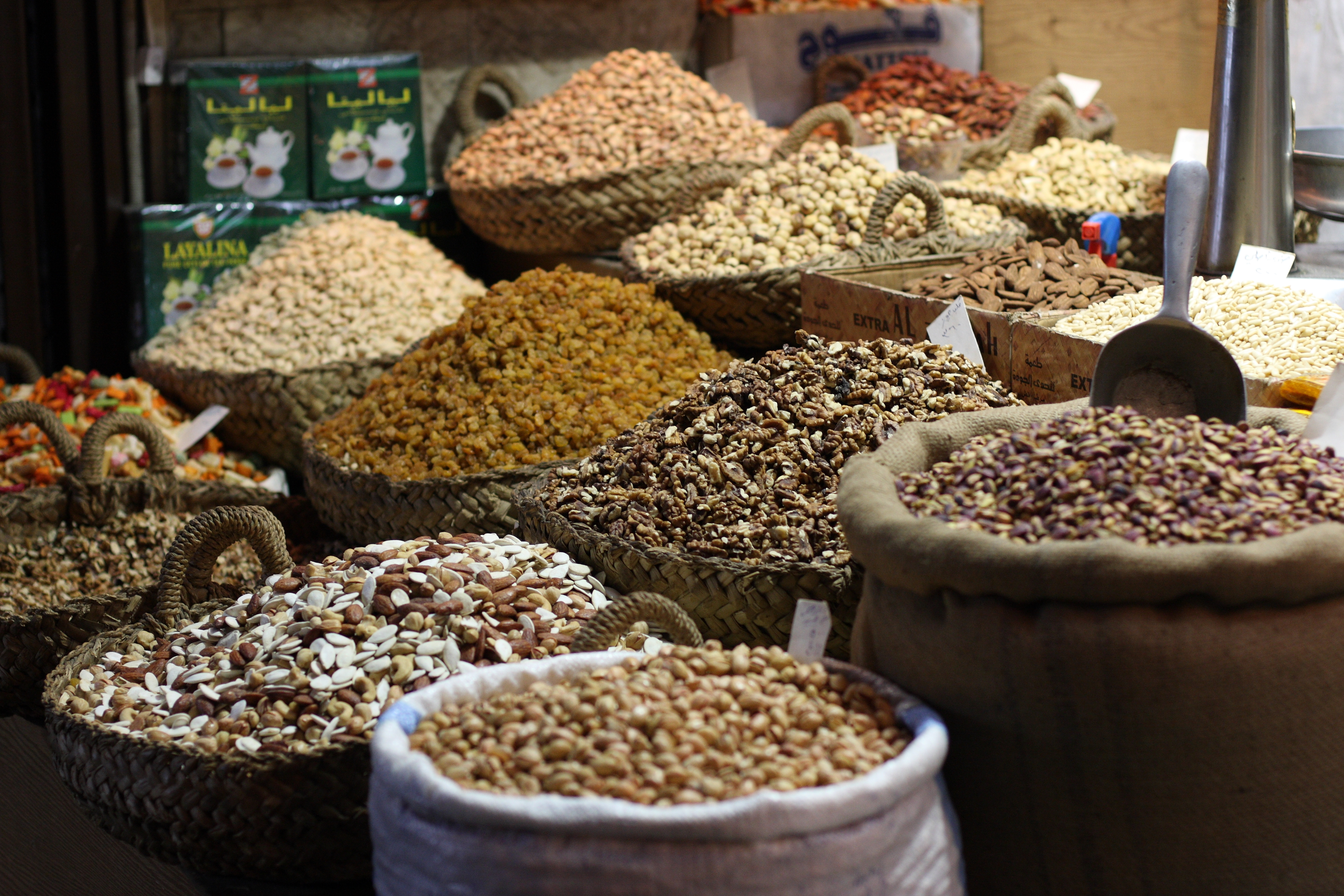
香料のスーク

著名な地区は歴史家に記録されており、スワイカ・アリーなどがある。アレッポの歴史家ガッジーはスワイカ・アリーについて「市壁内で最大の地区の一つである。地の利も良い上に、店の数も一番多く、商売についても最も繁盛している地区である。」と書いている。現存していないが街区の名前として残っているスークもあり、トゥトゥン（煙草のスーク）は現存していないが大煙草ハーン、小煙草ハーンが隣接している。
直線的な道路は街を貫通するように通っている。この周囲は公的空間となっており、昼間は街の内外の人々が出入りしている。昼間は日々の売買などの活動や礼拝が行われ、夜になると門が閉められて内外の交通ができなくなる。留まりたい旅行者らはスークの中のハーンやカイサリーヤで宿泊できるが、街中には出られない。こうして内外の治安を保つようになっている。
1184年にアレッポを訪れた旅行家のイブン・ジュバイルは、スークの街並みも記録している。

### スーク内の建築物
ハーンやカイサリーヤの他に、アレッポの大モスクをはじめとする大小百数十のモスク、イスラームの伝統的な諸学を学ぶためのマドラサ、公衆浴場であるハンマームなどがある。

## スークの経済
あそこでは硫黄は高値で売れるのだから

中国では名陶を求めてビザンツへ運ぼう

ビザンツからはインドへの織物を仕入れ

インドでは鋼鉄を買ってアレッポへ運び

アレッポからは令名高い鏡をイエメンへ

そこでは布地を仕入れてペルシャに帰る

伝統的なスークの商品の値段は交渉にもとづいて決まり、一物一価とは異なる。近年では定価方式に切り替わったと語る商人も多いが、一物一価とは異なる「おおよその定価」としての値段が用いられることも多い。スークの中には、特定の商品を売る店が特定の区画に集中している。布地のスーク、金銀細工のスークの区画などがあり、区画に行けば値段の相場や質の情報が手に入る。下調べをせず不正確な情報で買おうとすると高価なものを買わされる可能性がある。同じ商品の店が集まることで、他の店が不釣り合いな高値で売ることを防いでいる。
メディーネのスークは元来は卸売商が多かった。20世紀の中頃からはハーンでも商店が営業するようになり、卸売商が多く小売はサイド・ビジネス的な規模で行う。国外の商品を仕入れる場合には、ワキールがエージェントとして仲介する場合が多い。
売り上げに大きな影響がある時期は、ハッジ（メッカ巡礼）である。年に1度のハッジによってメッカを目指す巡礼者が多数おり、スークに立ち寄った者が買い物をしてゆく。

### 商人
遠距離の貿易においてはキャラバンの組織や買い付けに多額の投資が必要であり、ムダーラバと呼ばれる契約投資をする大商人たちが活動した。たとえば18世紀の記録では、アレッポの商人がサッラーフと呼ばれる金融業者から資金を集めてメッカ巡礼隊のサカバシュ（随行員）に渡しており、商品の仕入れを目的にしていたと推測される。オスマン帝国の時代には、スークの商人たちは百数十の職人組合に編入されていた。1990年代には37の種目別職人連合に分かれている。

### 市場圏
アレッポの市場圏は北部の山岳地帯、西部の農業地帯、東部の砂漠地帯という地理的特徴を持つ。水運は北部にユーフラテス川、西部に地中海のイスケンデルンなどの港があり、広域な輸送を可能にした。
ユーフラテス川の船かラクダのキャラバンでペルシア湾やインド洋につながるルートでは、インドの綿織物やインディゴ、東南アジアの香辛料、中国の陶磁器を運んだ。アナトリア南東部からイランにつながるルートでは、イランの絹織物や生糸、綿更紗を運んだ。イスケンデルンから地中海につながるルートはヨーロッパとの貿易で重要となった。北上してアナトリアへとつながるルートはエーゲ海やイスタンブール、ポーランドやロシアに通じていた。重要な情報の伝達には伝書鳩が使われ、イスケンデルンからアレッポまで3時間で伝えられた。
陸上輸送は、平坦な土地や砂漠ではラクダ、アナトリアなどの山地ではラバ、馬、ロバ、水牛が使われた。1598年のヨーロッパ人による記録では、キャラバンが年2回定期的にアレッポとバスラやバグダードを往復していた。規模の大きなキャラバンは、アレッポとバスラ間は30日から70日、アレッポとバグダード間は25日から36日をかけて移動した。
水運では、インド洋からの船がユーフラテス川をさかのぼってバスラまで商品を運び、川幅が広くなるビレジキまで別の船で運んだ。ビレジキは16世紀以降に造船所として活発になり、アレッポからも職人が派遣された。
アレッポの市場圏はこうした広域の取引とともに、地域経済の中心になっていた。アナトリアの遊牧民の畜産品、ダマスクスの手工芸品も取引された。ディヤルバクルやトカトなどの都市は、アレッポの市場圏に入った影響で手工業が盛んになった。

## ギャラリー

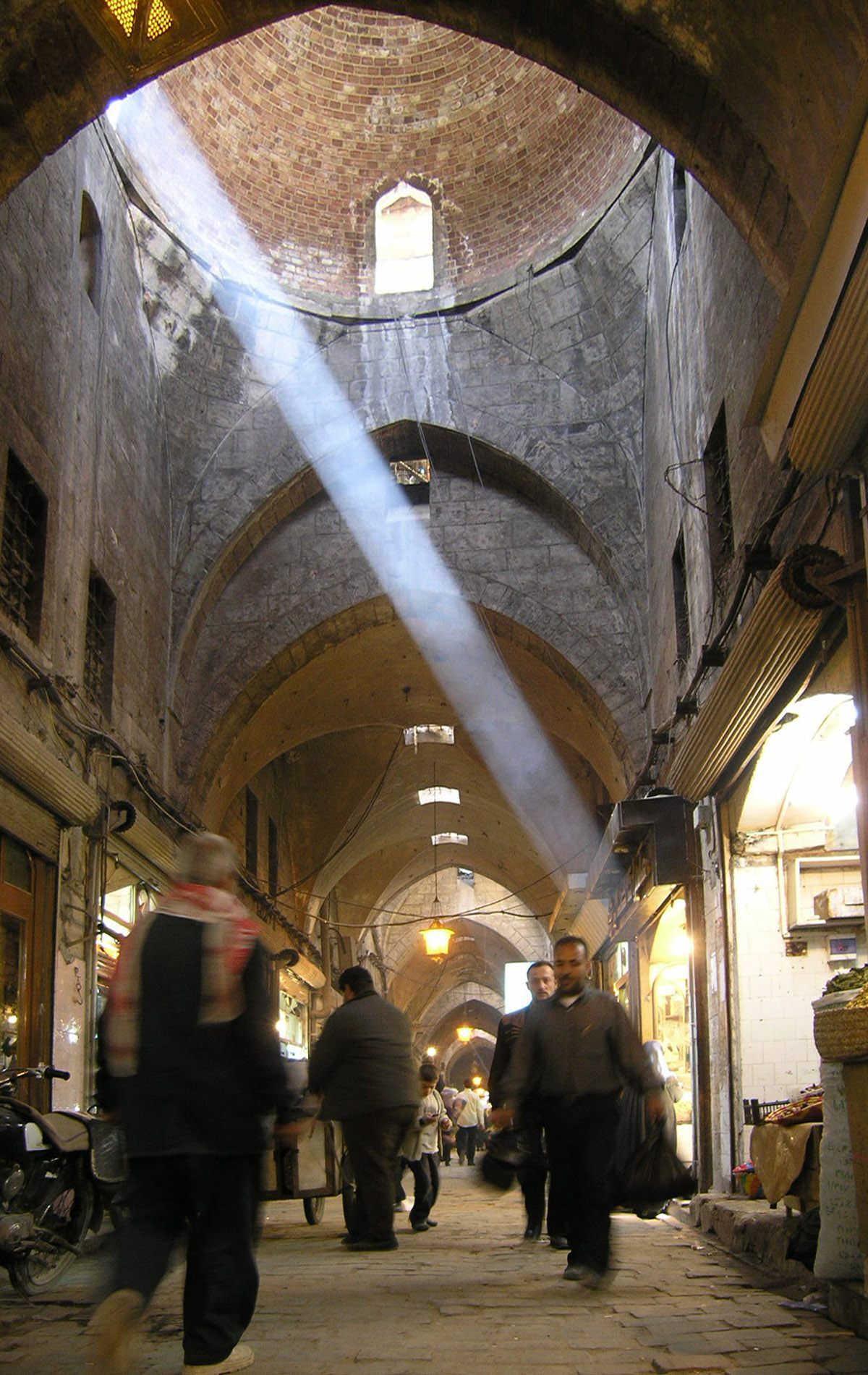
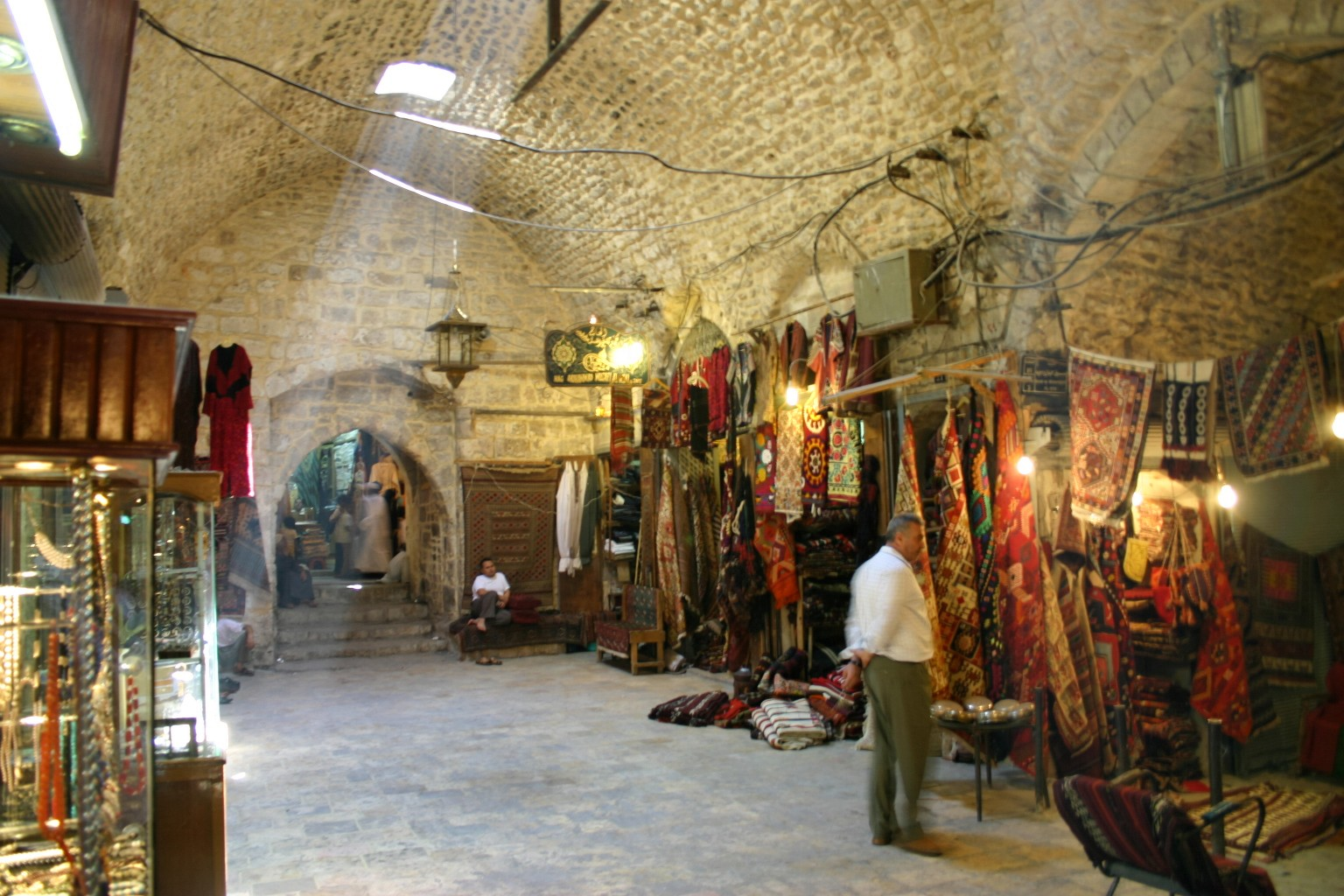
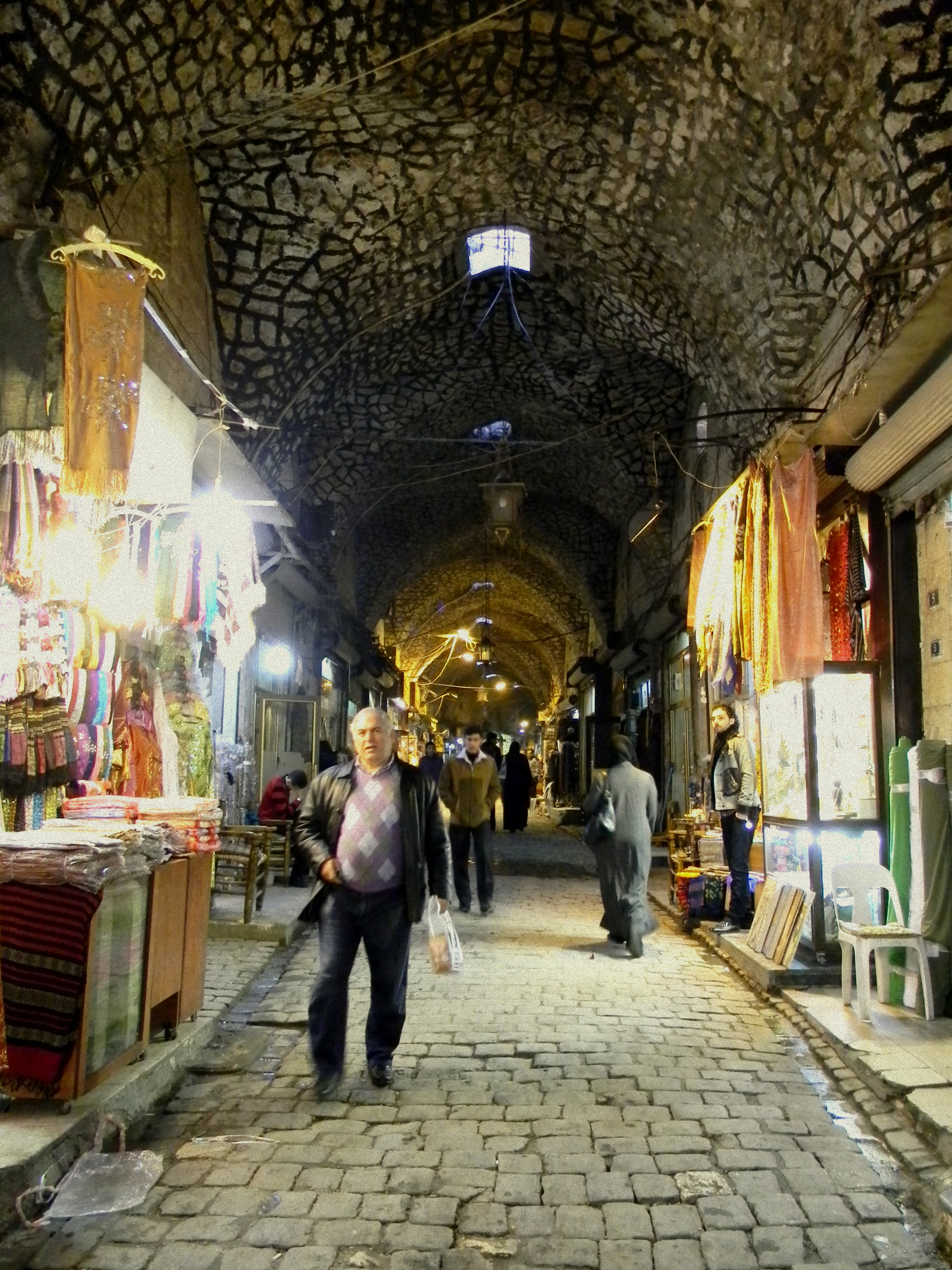
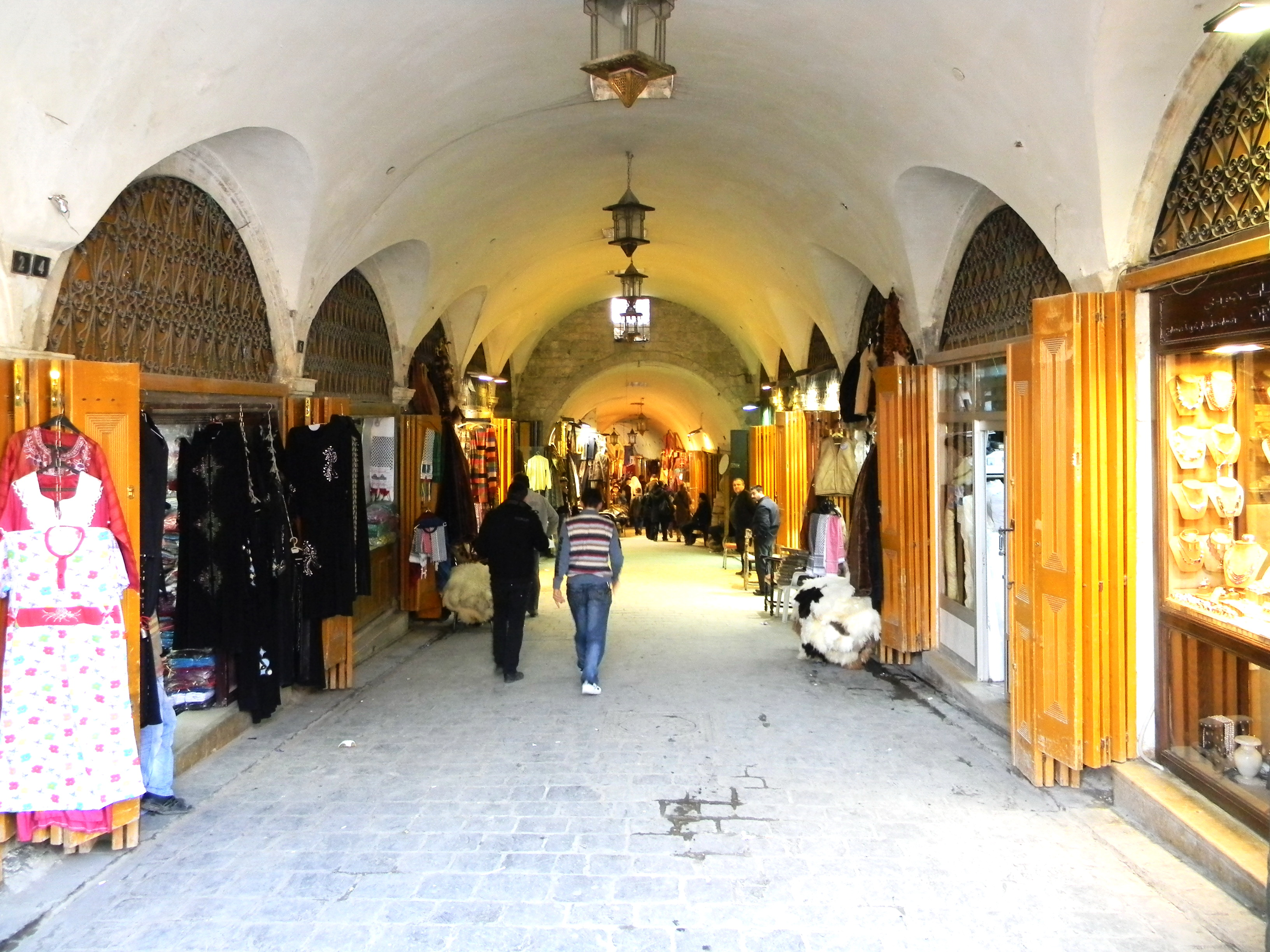